# اوستاییر
اوستاییر (به لاتین: Ostayır) یک منطقه مسکونی در جمهوری آذربایجان است که در شهرستان یاردیملی واقع شده است. اوستاییر ۱۶۱۱ نفر جمعیت دارد.